# Клодава (гмина, Кольский повет)
Клодава (пол. Kłodawa) — гмина (волость) в Польше, входит как административная единица в Кольский повет, Великопольское воеводство.
По состоянию на 31 декабря 2011 года в гмине проживало 13 411 человек.

## Соседние гмины
1. Гмина Бабяк
2. Гмина Ходув
3. Гмина Грабув
4. Гмина Гжегожев
5. Гмина Ольшувка
6. Гмина Пшедеч